# Myscelus epimachia
Myscelus epimachia es una especie de mariposa de la familia Hesperiidae que fue descrita por G.A.W. Herrich-Schäffer, en 1869, a partir de ejemplares de procedencia desconocida.

## Distribución
Myscelus epimachia tiene una distribución restringida a la región Neotropical y ha sido reportada en Brasil, Perú, Bolivia, Paraguay, Ecuador.

Plantas hospederas
No se conocen las plantas hospederas de M. epimachia.